# Inzameling

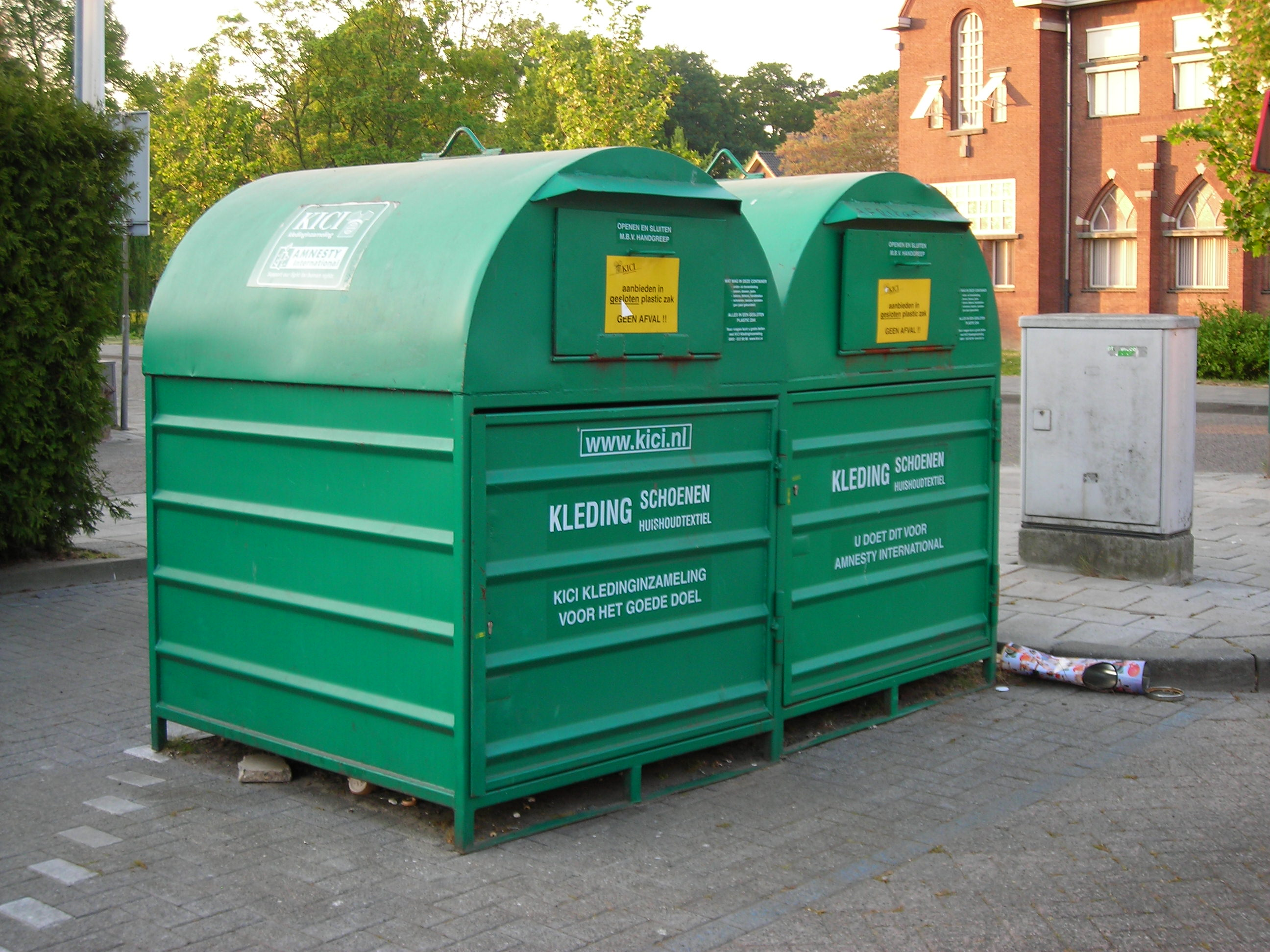
Kledinginzamelcontainer van KICI in Boxmeer

Een inzameling is het inzamelen van geld voor een goed doel, of het inzamelen van goederen voor hergebruik (bijvoorbeeld kleding opnieuw dragen of een apparaat opnieuw gebruiken) en/of recycling (verwerking van de materialen waar de goederen uit bestaan). Hergebruik en recycling kunnen op zichzelf al goede doelen zijn, maar ze leveren daarnaast eventueel ook opbrengst op voor andere goede doelen. 
Voorbeeld is gebruikte kleding inzamelen om op de internationale markt te verkopen. Met de opbrengst daarvan worden uiteenlopende goede doelen ondersteund.
De grootste kledinginzamelaars voor goede doelen in Nederland zijn:
- Het Leger des Heils,
- Stichting Sympany (fusie van Humana en KICI)
- Mensen in Nood.

Deze organisaties halen samen ongeveer 40 miljoen kilo kleding en schoeisel per jaar op.